# Bidental
Ne doit pas être confondu avec Putéal (puits).

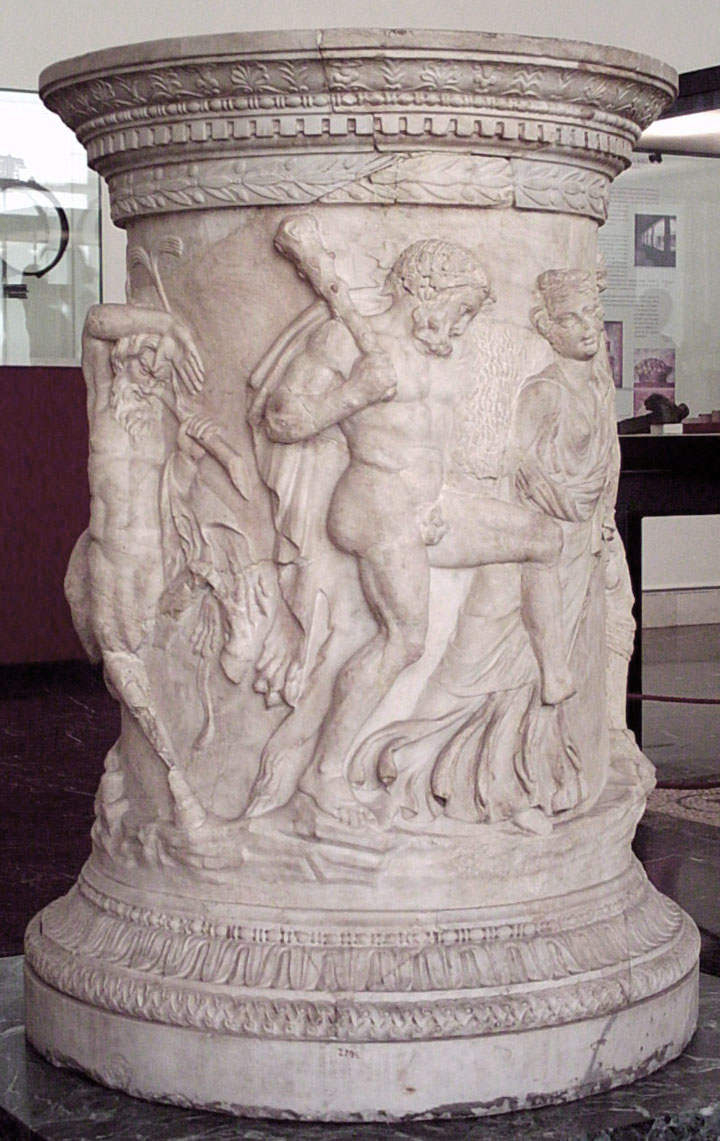
Puteal.

Un bidental est, dans la Rome antique, un monument consacré par le sacrifice d'une jeune brebis, ou de toute autre victime, appelée bidens (de bi « deux » et dens « dents ») soit parce qu'elle n'était âgée que de deux ans, soit, d'après une autre explication, parce qu'elle ne pouvait être immolée que si elle avait huit dents, parmi lesquelles les deux plus fortes, qui ne paraissent qu'à la deuxième année.
Cette cérémonie avait lieu lorsque la foudre était tombée quelque part. En expiation de ce prodige, un bidental était élevé à l'endroit ainsi frappé, désormais tenu pour un locus religiosus, que l'on ne devait ni regarder ni fouler. En conséquence on l'entourait d'un mur ou d'une clôture, n'ayant ni couverture ni fond, de manière à laisser à ciel ouvert la place que le feu céleste avait frappée. Ce petit monument ressemblait soit à un cippe funéraire et portait l'inscription fulmen conditum, qui faisait connaître sa destination, soit à un puits entouré de sa margelle, d'où le nom de putéal. L'image du puteal Scribonianum ou Libonis, élevé à Rome sur le Forum nous a été conservée par une médaille de la famille Scribonia. 
À Pompéi, on voit un puteal semblable, posé sur une plate forme un peu au-dessus du sol, et entouré de huit colonnes doriques, qui lui donnent l'apparence d'un petit temple circulaire : c'est tout l'ensemble qui constitue un bidental, tandis que le puteal n'est que le monument central.
C'est aux pontifes qu'il appartenait anciennement d'accomplir les cérémonies qui consacraient le bidental, mais il semble que plus tard le soin en ait été confié aux haruspices. Les personnages que l'on trouve désignés sous le nom de bidentales étaient probablement chargés de la garde du bidental. 

## Source
« Bidental », dans Charles Victor Daremberg et Edmond Saglio (dir.), Dictionnaire des Antiquités grecques et romaines, 1877-1919 [détail de l’édition] (lire en ligne) (« quelques transcriptions d'articles », sur mediterranees.net)